# Olympische Sommerspiele 1968/Teilnehmer (Guyana)
| Gelbes Symbol für Goldmedaillen mit stilisierten Olympischen Ringen | Graues Symbol für Silbermedaillen mit stilisierten Olympischen Ringen | Braundes Symbol für Bronzemedaillen mit stilisierten Olympischen Ringen |
| ------------------------------------------------------------------- | --------------------------------------------------------------------- | ----------------------------------------------------------------------- |
| —                                                                   | —                                                                     | —                                                                       |

Guyana nahm an den Olympischen Sommerspielen 1968 in Mexiko-Stadt mit einer Delegation von fünf männlichen Athleten an sechs Wettkämpfen in vier Sportarten teil. Es konnte keine Medaille gewonnen werden.

## Teilnehmer nach Sportarten

### Boxen
- Dhanraj Singh
Bantamgewicht: 2. Runde

- Charles Amos
Mittelgewicht: Achtelfinale

### Gewichtheben
- Rudolph James
Leichtschwergewicht: 19. Platz

### Leichtathletik
- Harry Prowell
Marathon: 50. Platz

### Radsport
- Aubrey Bryce
Sprint: Hoffnungslauf nach 1. Runde
1000 Meter Zeitfahren: 31. Platz